# Freundschaftsband

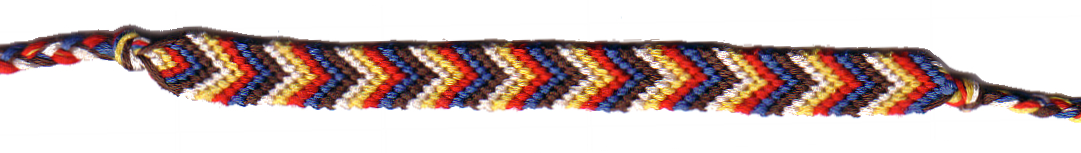
Freundschaftsband, geknüpft in Pfeilform

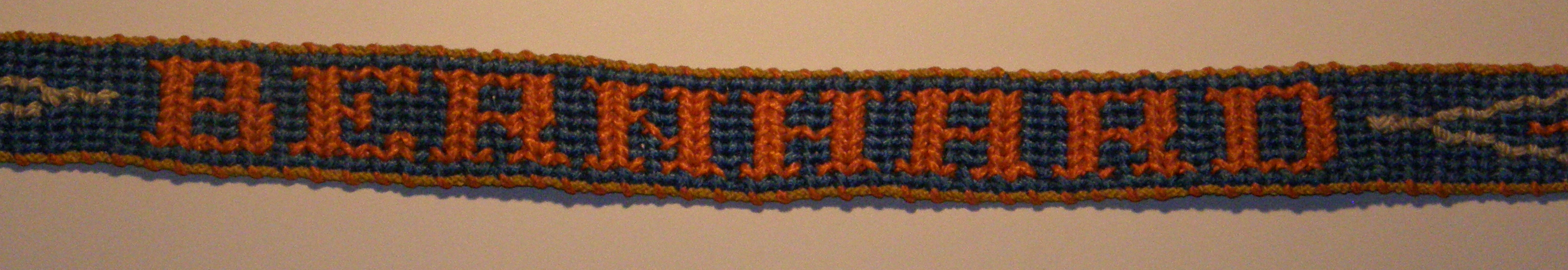
Namen/Schrift mit 480 Rippenknoten/Webeleinenstek nach der Cavandoli-Technik zu einem Gürtel geknotet

Freundschaftsbänder oder Freundschaftsarmbänder (manchmal auch Freundschaftsbändchen) sind meist selbstgemachte Armbänder, die in vielen Kulturen als Zeichen der gegenseitigen Freundschaft und Zuneigung getragen werden, in westlichen Kulturen vor allem von Jugendlichen.

## Herstellung

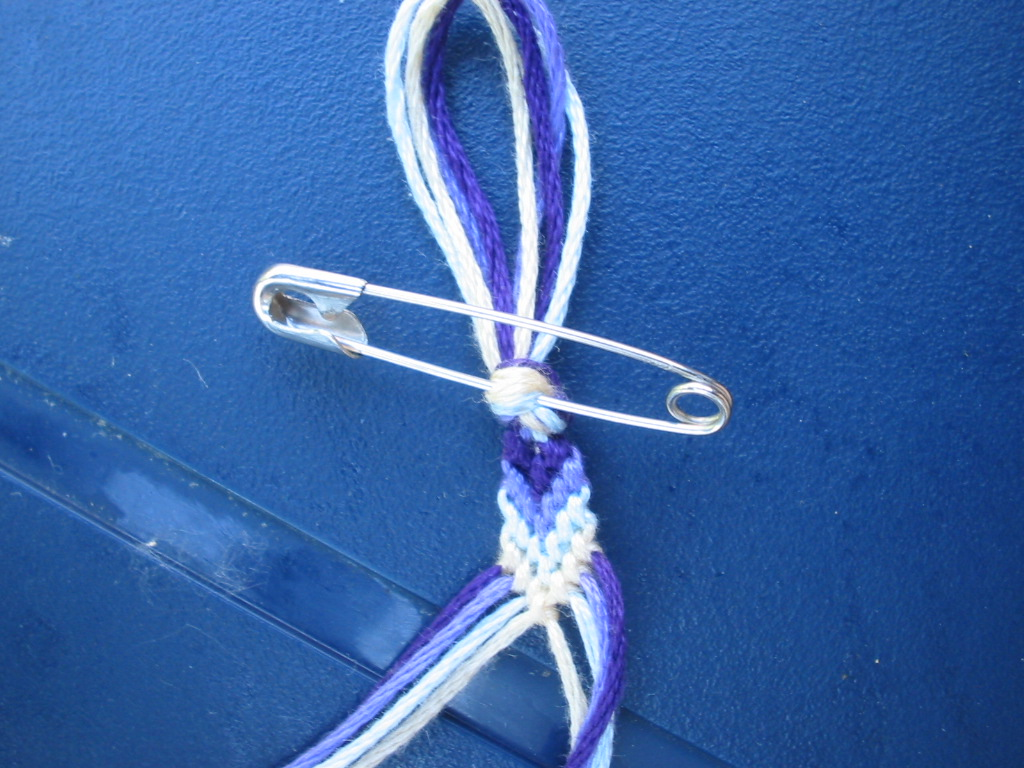
Beginn eines Freundschaftsbandes mit Muster in Fischgrätform

Freundschaftsbänder werden aus allen möglichen Materialien hergestellt, zum Beispiel aus Wolle oder Garn, dabei werden verschiedenste Techniken angewandt. Der professionelle „Knoter“ oder Seemann nennt diese Handarbeit mit verschiedenen Knoten Platting.
Besonders beliebt ist eine Variante, bei der waagerechte und senkrechte Rippenknoten in Garn u. Ä. verwendet werden. Um den eigenen Namen oder den des Freundes bzw. der Freundin in das Band einzuknüpfen, werden spezielle Kreuzmuster angewandt. Normalerweise werden die Buchstaben mit den senkrechten Rippenknoten gefertigt. Am Anfang und Ende wird ein Überhandknoten zur Befestigung gemacht.

## Trivia
Der Sänger Wolfgang Petry ist bekannt dafür, dass er besonders viele Freundschaftsbänder trug.